# ماری-ترز والتر
ماری-ترز والتر (به فرانسوی: Marie-Thérèse Walter)، مُدِل فرانسوی و به مدت بیش از ۱۰ سال معشوقهٔ مخفی پابلو پیکاسو، نقاش و تندیسگر برجستهٔ اسپانیایی و در فاصلهٔ سال‌های ۱۹۲۷ تا ۱۹۳۵ الهام‌بخش برخی از مشهورترین آثار پیکاسو شد.
پیکاسو چندین پرتره از مار-ترز والتر کشیده‌است. برخی از صاحب‌نظران دنیای هنر مجموعه نقاشی‌های کشیده‌شده از ماری-ترز را از بزرگ‌ترین دستاوردهای هنری پیکاسو می‌دانند. در این دوره، پیکاسو از سبک کوبیسم تا حدی روی برگرداند و به سبکی بازتر و تخیلی‌تر، به تأثیر از سوررئالیسم روی آورد.
ماری-ترز والتر متولد لو پرو-سور-مرن، فرانسه بود. او در سن ۱۷ سالگی در ایستگاه راه‌آهن پاریس با پابلو پیکاسوی ۴۵ ساله آشنا و وارد رابطه مخفی عاشقانه شد. پیکاسو در آن زمان همسری به نام اولگا خوخلووا داشت. با نمایش تابلوهایی با سیمای ماری-ترز، اطرافیان پیکاسو و از جمله همسرش اولگا خوخلووا به رابطه مخفیانهٔ آن دو پی بردند.
در ۵ مارس ۱۹۳۵ میلادی، ماری-ترز از پیکاسو دختری به نام «مایا» به‌دنیا آورد. اولگا پس از اطلاع از این ماجرا بلافاصله از پیکاسو تقاضای طلاق کرد.

## تأثیرگزاری
تابلوهای عریان، برگ‌های سبز و تندیس رؤیا، و عریان در صندلی سیاه از جملهٔ آثاری است که پیکاسو در سال ۱۹۳۲ با الهام‌گرفتن از چهره و اندام ماری-ترز خلق کرد.
پرتره‌های مطالعه و دختر جوان در خواب به سال ۱۹۳۲ میلادی، از جمله دیگر آثاری است که پیکاسو، ماری-ترز را به تصویر کشیده‌است.
زن با کلاه و یقه خز به سال ۱۹۳۷ میلادی، از جمله دیگر آثاری است که پیکاسو، ماری-ترز را به تصویر کشیده‌است.